# チョロQ3
『チョロQ3』（チョロキュースリー）は、1998年2月19日発売にタカラ（現タカラトミー）が発売しタムソフトが開発したPlayStation用レースゲーム。チョロQのゲームシリーズの第三作目。

## 概要
前作の「チョロQタウン」を更に広大にさせ「チョロQシティ」とし、昼・夜の二つの時間帯を用意するなど、新しい試みが多数なされた作品。コース数はタムソフトの手がけた作品の中で最多。前作で登場したマッドスペシャルも引き続き登場する。
「100」をメインテーマに掲げ、「チョロQシティ」でのイベント、ボディの種類、パーツの種類のいずれもが100個あることを売りのひとつとしていた。所有できるボディも6台から100台に拡張された。
ボディを100台所有できるなどデータ量が増加したためか、前作は1ブロックで3つのファイルを保存出来たが、今作は1つのファイルを保存するのに1ブロック必要になっている。空きブロックがあれば最大15ファイルまで保存できる。
ジムカーナやカジノ、ゼロヨンなど前作の要素は引き継がれ、新たに迷路やゴルフ（“ふたりであそぶ”のみ）などのミニゲームが追加された。
前々作と前作に比べて、はるかに上回るボリュームでさらにコミカルになっている。しかし、前作にあった旧コースの要素と引き継ぎ要素はなくなった。
この頃がチョロQゲームの人気の最高潮であり、TVCMが公開されたり、サントラが発売したり、子供向けのゲーム番組でランキングTOP10に入るなど、メディアへの露出も多かった。

## メニュー
フリーラン
コースを自由に走り回るモード。前作までは3周の走行で終了だったが、今作ではリタイアするまで何周でも走行出来るようになった。代わりに総合タイムを計測することは出来なくなった。
スプリントレース
9台のライバルとレースをするモード。一部のコースはチョロQシティ内にあり、それらのコースで行われるレースに参加するにはシティに出てコースを探す必要がある。
入賞した際、ライバルカーや障害物に1度も接触していないと、ボーナスとしてそのコースの難易度に応じた金額が賞金にプラスされる。
ワールドグランプリ
全7レースでポイントを稼ぎ、最終戦が終了した時点で最も多くポイントを獲得した者が総合優勝となる、シリーズ伝統のグランプリモード。
ポイントは1位が7ポイントで、以後は1ポイントずつ減少し、8位以下は0ポイントとなり加算されない。
初回優勝で「ふしぎなすなどけい」を獲得できるが、2回目以降の参戦はできなくなる。
スーパーグランプリ
「ワールドグランプリ」で総合優勝し、その後に出現するスプリントレースで全て入賞すると出現するグランプリ。基本システムは「ワールドグランプリ」と同一。
このグランプリではスプリントレース9位ポジションの「せいそうしゃ」が退場し、代わりに1位ポジションに新ライバル「レッドペガサス」が参戦してくる。これに伴い、「レッドペガサス」以外のライバルは全てスターティンググリッドが1位ずつ後退している。
初回優勝後、2回目以降の参戦はできなくなる。
ハイパーグランプリ
「スーパーグランプリ」で総合優勝し、その後に出現するスプリントレースで全て入賞すると出現するグランプリ。基本システムは「ワールドグランプリ」と同一。
このグランプリでは「せいそうしゃ」およびスプリントレース8位ポジションの「ラッキーホワイト」が退場し、代わりに1位ポジションに新ライバル「????????」が参戦してくる。これに伴い、「????????」以外のライバルは全てスターティンググリッドが1位ずつ後退している。
ゲーム中の最終目標であり、クリアするとエンディングが流れる。初回優勝後も繰り返し参戦可能。
イベントを100個達成した状態で優勝すると、非売品パーツの「スーパービッグタイヤ」と「AT5しさくひん」を獲得できる。
チョロQシティ
前作の「チョロQタウン」よりも広くなり、ショップやイベントの種類も大幅に増加した（詳しくは『チョロQシティ』の項を参照）。
ふしぎなすなどけい
「ワールドグランプリ」の初回優勝時にもらえる賞品。これを使用することで時間帯を夜間に変更でき、チョロQシティの開放エリアが大きく変化する。また、夜のレースにも参加できる。
オプション
進行状況をセーブ出来る「SAVE」、操作方法を変更出来る「コントローラ設定」、チョロQシティで発生したイベントと手に入れたアイテムと購入したボディを確認出来る「メモ帳」が選べる。
前作までのセーブは1ブロック3ファイルであったが、今作ではボディを保存できる台数が100台に増えたことなどが原因で容量が増え、1ブロック1ファイルとなった。その代わり空ブロックがあれば最大15ファイルまで保存出来る。

## チョロQシティ
様々な施設やレースコースが位置する街。
街に出る
チョロQシティに出かける。スタート地点はガレージ。最初は昼のみだが、前述の「ふしぎなすなどけい」を使用することで、夜のシティでも活動できるようになる。時間帯によって入れるショップや行動可能範囲は異なる。シティに出かける前にイベントを起こすための「ヒント」を見ることができる。

### 昼
パーツショップ1
自分のチョロQのパーツを買える店。タイヤ、エンジン、ミッション、シャーシ、ブレーキ、ステアリング、クラクション、メーターが販売されている。ゲーム開始時から入れる。
パーツショップ2
パーツショップ1よりも強力で高価な品を取り扱っている。タイヤ、エンジン、ミッション、ブレーキ、ウィング、クラクションが販売されており、ワールドグランプリが開催されるとオープンする。
パーツショップ3
パーツショップとしては4番目に出現する。最も強力かつ高価なパーツを取り扱っている。タイヤ、エンジン、ミッション、ブレーキ、ウィング、ステアリングを販売しており、スーパーグランプリで優勝するとオープンする。
ボディショップ1
チョロQのボディを買える店。ゲーム開始時から入れる。
ボディショップ2
チョロQのボディを買える店。ワールドグランプリが開催されるとオープンする。
ボディショップ3
チョロQのボディを買える店。スーパーグランプリで優勝するとオープンする。
ペイントショップ1
自分のチョロQの色を、あらかじめ用意されたパレットから選択して変更できる店。工賃は1回50Gで、カラー変更時にボディの名称を変更できる。ペイントパターンは4種類から選べる。ゲーム開始時から入れる。
買取りショップ
パーツを原則として購入額の半額で買い取ってくれる店。夜間も営業している。ゲーム開始時から入れる。
ジムカーナ
提示されたルートに沿って走るミニゲーム。コースは前作と同じ。パイロンに触れるとペナルティとして総合タイムに5秒加算されるほか、ルートから外れすぎるとミスコース判定となり、強制リタイアとなる。ゲーム開始時から入れる。
ダートトライアル
ジムカーナのオフロードバージョン。パイロンがサボテンに置き換わっている。一定タイムを達成すると「チョロQコイン」を入手できる。ゲーム開始時から入れる。
アイストライアル
ジムカーナのスノーバージョン。パイロンが雪だるまに置き換わっている。一定タイムを達成すると「チョロQコイン」を入手できる。ゲーム開始時から入れる。
ゼロヨン
400 mの走行タイムを競うミニゲーム。一定タイムを達成すると「チョロQコイン」を入手できる。ゲーム開始時から入れる。
迷路
迷路のゴールを目指すミニゲーム。全部で5種類あり、クリアするごとに「チョロQコイン」を入手できる。ゲーム開始時から入れるがメニューには追加されず、チョロQシティからしか入場できない。

### 夜
パーツショップ4
パーツショップとしては3番目に出現する。パーツショップ2よりも強力かつ高価な品を取り扱っている。タイヤ、エンジン、ミッション、ウィング、クラクション、ホイールを販売しており、ワールドグランプリで優勝するとオープンする。夜のみの営業。
ボディショップ4
チョロQのボディを買える店。夜のみの営業。ワールドグランプリで優勝するとオープンする。高級車のボディをメインに取り扱っている。
ペイントショップ2
自分のチョロQの色を、RGB値を細かく調整して変更できる店。ホイールペイントも可能。工賃は1回50Gで、カラー変更時にボディの名称を変更できる。ペイントパターンは4種類から選べる。ワールドグランプリで優勝し、かつペイントショップ1を一度でも利用しているとオープンする。
謎の店
謎に包まれた怪しげな店。パーツ、ボディを販売している。常識外れの高性能パーツ「アクマ」シリーズを販売しているが、価格もゲーム中最高額である。ハイパーグランプリで優勝するとオープンする。
ナイトジムカーナ
ジムカーナの夜バージョン。コースも変更されている。パイロンが消火器に置き換わっている。一定タイムを達成すると「チョロQコイン」を入手できる。ワールドグランプリで優勝するとオープンする。
カジノ
スロットで遊べる。スーパーグランプリで優勝するとオープンする。

## コース一覧
前作までカウントダウンのシグナル音は統一されていたが、今作ではコースに合わせたシグナル音が鳴る。また、昼と夜によって選べるコースは決まっている。

### スプリントレース
オーバルサーキット
- 出現条件：最初から
- 路面:オンロード
- 全長:1345m

単純な楕円形のコース。スターティンググリッド1位のライバルはプレイヤーと同じ装備で参戦して来る。
出来るだけインを攻めるのがコツ。イン側のランオフエリアも有用。
ショートサーキット
- 出現条件：オーバルサーキットで入賞
- 路面:オンロード
- 全長:907m

大小の半円をつないだコース。前作の同名コースと構成は同じだが、向きは変わっている。
本作のレースコースの中では最もコース距離が短く、1kmに満たない。
「とにかくあそぶ」でも走行可能。
トレインロード
- 出現条件：チョロQシティで発見
- 路面:オフロード/オンロード混合
- 全長:1918m

線路上を走るロングコース。
路面がバラストに覆われており滑るほか、ブラインドコーナーもいくつか存在する。裏ストレートはオンロードのため注意が必要。
駅のホームに消火器がある。
「とにかくあそぶ」、「ふたりであそぶ」でも走行可能
チョロQキャッスル
- 出現条件：チョロQシティで発見
- 路面:オンロード/ウェット混合
- 全長:2062m

チョロQキャッスルの内部を走る。コースの大半をオンロードが占めるが、序盤のお堀エリアのみウェット路面である。
城内は見通しが悪く、前述のお堀や大ジャンプ、ヘアピンカーブも存在するため、コースとしての難易度は高い。
地下水路
- 出現条件：チョロQシティで発見
- 路面:ウェット
- 全長:1724m

下水道を利用した、直角カーブが続く地下コース。下水道と言うだけあって空き缶やぬいぐるみなど、あらゆる廃棄物が散乱している。
全体的に見通しが悪い上に薄暗く、さらに路面ミューが低い水上なだけあってコースの難易度は高い。
ショートカットが存在するが、序盤の拙い装備では進入は困難。また隠し要素として、コースに剣が刺さっている場所がある。
春はあけぼの
- 出現条件：上記のショートサーキットから地下水路の4コースの内、3コースで入賞
- 路面:オンロード
- 全長:1033m

枕草子コースの第1弾。春をモチーフにしており、沿道には桜並木が立ち並びコースに華を添えている。
短いコースだが、ホームストレートから第1コーナーへ続く直線は階段となっており、段差で跳ねている間は操縦が利かないため注意が必要。また、中盤には低速コーナーが連続するエリアがあり、コースの難易度を上げている。
「とにかくあそぶ」でも走行可能
チョロ砂漠
- 出現条件：上記のショートサーキットから地下水路の4コースの内、3コースで入賞
- 路面:オフロード/オンロード混合
- 全長:1610m

古代エジプト文明をモチーフとした砂漠のサーキット。コースにはピラミッドやスフィンクスと言った古代遺跡が多く立ち並ぶ。
基本的にはオフロードのコースだが、中盤の遺跡内部のみオンロードとなっている。
「とにかくあそぶ」、「ふたりであそぶ」でも走行可能
チョロQホテル
- 出現条件：上記のショートサーキットから地下水路の4コースの内、3コースで入賞した状態で、チョロQシティ内で発見
- 路面:オンロード/ウェット混合
- 全長:1231m

ホテルの駐車場がホームストレート。エントランスからホテルに入り、地下のバーをくぐり、客室エリアの先のヘアピンカーブからプールに潜った後、駐車場に戻ってくるバラエティに富んだコース。
見通しは悪くないが、上下移動をする階段が多く存在するため、入射角を誤ると壁に激突して操縦不能に陥る。
ミドルサーキット
- 出現条件：ワールドグランプリで総合優勝
- 路面:オンロード
- 全長:1576m

ショートサーキットの第1コーナーを直進してトンネルに入り、左ヘアピンカーブを抜けた後ショートサーキットと合流するコース。
トンネル内部は薄暗く見通しが悪い。また、左ヘアピンカーブは右高速コーナーの先にあるため、不安定になりやすく注意が必要。
実はマッドスペシャルとナイトブルーは、スーパーグランプリよりもスプリントレースの方がライバルカーが速く、スーパーグランプリの洞窟のレッドペガサスと同じこの時点での最高級のパーツを持っていても抜かせない時がある。
「ふたりであそぶ」でも走行可能。ログ解消の為、背景の山が消えている。
チャイナ峠
- 出現条件：ワールドグランプリで総合優勝
- 路面:オンロード
- 全長:1309m

中国内陸部をモチーフにした、シリーズ伝統の峠コース。
コース両脇は竹林となっており見通しがほとんど利かず、道幅も狭く急コーナーも多いテクニカルコース。またコース中盤に柵がない断崖があり、落下すると大きなタイムロスとなる。
「とにかくあそぶ」、「ふたりであそぶ」でも走行可能。また「とにかくあそぶ」ではCPUマシンのスピードがスプリントレースより遅い設定にされている。
ビッグタイヤ
- 出現条件：ワールドグランプリで総合優勝した後、チョロQシティで発見
- 路面:オフロード
- 全長:2050m

道幅の広い未舗装路に多数の障害物が設置されたアスレチックコース。
コース名が指し示す通り、「ビッグタイヤ」パーツでの走行が推奨されている。
通常サイズのタイヤでも走破できる構造にはなっているが、グランプリでは入賞することすら困難。
ジャングル
- 出現条件：上記のオーバルサーキットからビッグタイヤまでの全てのコースで入賞する
- 路面:オフロード/オンロード/ウェット混合
- 全長:1278m

熱帯雨林の中に造られたコース。
基本的にはオフロード路面だが、序盤のつり橋はオンロード、中盤〜終盤の川はウェットと、3種の路面が混ざっている高難度コース。
秋は夕暮れ
- 出現条件：上記のオーバルサーキットからビッグタイヤまでの全てのコースで入賞する
- 路面:オフロード
- 全長:1520m

枕草子コースの第3弾。秋をモチーフにしており、沿道の紅葉と夕暮れに染まった空が美しい。
第1コーナーの先で「春はあけぼの」と分かれ、中速〜高速コーナーの続く日本庭園の中を走り回る。路面が落ち葉で敷き詰められているため、路面判定は全体を通してオフロードとなっている。
夏は夜
- 出現条件：ワールドグランプリで総合優勝
- 路面:オンロード/オフロード/ウェット混合
- 全長:1285m
- 時間帯:夜間

枕草子コースの第2弾。夏をモチーフにしており、花火が上がるなど夏らしい雰囲気に包まれている。
ホームストレートは他の枕草子系コースとは逆向きで、スタート直後すぐに右へ曲がり川に入る。うねった川を抜けると石畳の道に合流し、他の枕草子系コースでは駆け上がっていた階段を駆け降りる。表記上はオフロードとなっているが、3種の路面が混合しているため、タイヤチョイスには悩まされる所。
NEWスタジアム
- 出現条件：ワールドグランプリで総合優勝
- 路面:オフロード
- 全長:1242m
- 時間帯:夜間

前作以前にも存在した、シリーズ伝統のスタジアムコース。今作では時間帯が夜間になっている。
丸太、大ジャンプ、ウェーブ路面などの障害物が非常に多く走りづらい。特殊なコースレイアウトのため、ライバルの順位の変動も激しい。。
洞窟
- 出現条件：ワールドグランプリで総合優勝
- 路面:オフロード
- 全長:1400m
- 時間帯:夜間

暗く、見通しの悪い洞窟に造られたコース。
コースレイアウトは単調ながら、「スーパーグランプリ」では1位のライバル「レッドペガサス」が異様な速さで走行しており、この時点での最高級のパーツをもってしても追い抜くのは困難。
3周目になるとオーロラが発生する演出がある。
「ふたりであそぶ」でも走行可能。
ミステリーハウス
- 出現条件：ワールドグランプリで総合優勝した後、チョロQシティで発見
- 路面:オンロード
- 全長:933m
- 時間帯:夜間

「ミステリー」の名が指し示す通り、謎めいた点が多いコース。コース距離がショートサーキットと同じく1km未満であるが、複雑なコースレイアウトと狭い道幅も相まって、ボーナスは本作中最高額である。
ミステリーハウスでの特殊現象
ミステリーハウスでは、他のコースにはない演出として以下のような現象が起こる。
- スプリントレースでのみ、ライバルカーがすべて黒一色になる。
- スプリントレースでのみ、9位ポジションのせいそうしゃが大幅にパワーアップされる。その速さはトップのマッドスペシャルをも凌駕するほど。
- リプレイではライバルカーが一切映らない。
- スリップしても煙や土埃が出ず、スキール音の代わりにオフロードのグラベル音が出る区間がある。
- 建物に入ってすぐの階段の上に飾られている肖像画の目が赤く点滅している。
- 扉は全てダミーで、一見閉じているように見えても近づくことで透けて通れるようになる。
- 最初の部屋では、自車が天井にへばり付いた状態で走行する。
- ピアノが勝手に演奏される。
- 最後の部屋では、置かれたイスに近づくとイスが天井に飛び上がる。

ロングサーキット
- 出現条件：スーパーグランプリで総合優勝
- 路面:オンロード
- 全長:2330m

ミドルサーキットの合流地点を直進し、第2ヘアピンへ向かうコース。
コースレイアウトはそこまで複雑ではないが、チョロQの性能が大幅に上がっているためコースアウトに注意が必要。また、終盤のヘアピンはショートカットすることでタイムを短縮できる。
プレイヤーが10位からスタートする場合、マッドスペシャル（ハイパーグランプリでは????????）がヘアピンカーブで大抵ミスをする。。
「とにかくあそぶ」でも走行可能。またCPUマシンのスピードがスプリントレースより遅い設定にされている。
冬はつとめて
- 出現条件：スーパーグランプリで総合優勝
- 路面:スノー
- 全長:1865m

枕草子コースの第4弾。冬をモチーフにしており、コースは全域が雪に覆われている。
「秋は夕暮れ」終盤の左→右のシケインが左直角コーナーになっており、分岐して山林の中を走行する。
こちらもコースレイアウトは比較的単調で速度域も低いが、路面ミューが極めて低い雪上故、スピンには要注意。
アイス＆スノー
- 出現条件：スーパーグランプリで総合優勝
- 路面:スノー
- 全長:3620m

ゲーム中最高難度を誇るロングコース。洞窟、集落、アスレチックゾーンなど非常に多くの要素を含んでおり、これまでのドラテクが全て試される。
全長が長いためこのコースのみ2周のレース。また、リプレイのBGMの尺が足りないためリプレイが途中で終了してしまう不具合もある。

### ワールドグランプリ
- 第1戦：ショートサーキット
- 第2戦：トレインロード
- 第3戦：春はあけぼの
- 第4戦：チョロ砂漠
- 第5戦：チョロQホテル
- 第6戦：地下水路
- 第7戦：チョロQキャッスル

### スーパーグランプリ
- 第1戦：夏は夜
- 第2戦：チャイナ峠
- 第3戦：ジャングル
- 第4戦：ビッグタイヤ
- 第5戦：洞窟
- 第6戦：ミドルサーキット
- 第7戦：秋は夕暮れ

### ハイパーグランプリ
- 第1戦：オーバルサーキット
- 第2戦：冬はつとめて
- 第3戦：ミステリーハウス
- 第4戦：NEWスタジアム
- 第5戦：ロングサーキット
- 第6戦：アイス＆スノー
- 第7戦：チョロQシティ

チョロQシティ
- 出現条件：ハイパーグランプリ最終戦専用
- 路面:オンロード
- 全長:1630m

チョロQシティに設けられた特設コース。最終戦のためライバルカーの速度も上がっている。
このコースはハイパーグランプリでのみ設けられるコースで、フリーランでは選べない。ただし「街に出る」モードで擬似的に練習することは可能。

### ふたりであそぶ専用コース
ゴルフレース
9ホールあるゴルフ場のコース。カップの中に入ればゴールとなり、スタート開始からゴールまでのタイムを計測する。最終的に9コースプレイして、合計タイムの少ないプレイヤーが勝ちとなる。
コインキャッチレース
チョロQコインを集めるミニゲーム。チョロQシティ内に散らばるチョロQコイン9枚を相手より回収して、先に5枚以上回収すれば勝ち。
チキンレース 2nd
前作にあったチキンレースが新コースで登場。前作と同様に相手より崖に近づいた方が勝ちとなる。
前作と同様の隠し要素として、高速でジャンプすれば左側の建物へ飛び移れるようになっている。
ヒルクライムレース
頂上の折り返し地点まで目指してスタート地点に戻るまでレースをする。折り返しまで目指して先にゴールすれば勝ち。ちなみに、コース途中にある横断幕に描かれているイラストは『ツアーパーティー 卒業旅行に行こう』と『ゆうわくオフィス恋愛課』のものであり、このイラストが描かれた看板が「NEWスタジアム」にも、目立ちにくい場所にではあるが設置されている。
アルペンレース
コース内の旗と旗の間を通ってゴールを目指すレース。旗の間を通らないとジムカーナ同様ペナルティとして5秒ずつ加算される。
最終的にペナルティ分の合計を合わせてタイムの早いプレイヤーが勝ちとなる。そのため、ペナルティが多いと早くゴールしても負ける場合がある。

## ライバルカー

### スプリントレース、ワールドグランプリ
マッドスペシャル
前作にも登場したワールドグランプリ優勝候補。オンロードに強い。
せいそうしゃ
シリーズを通して登場する、最下位が定番のチョロQ。しかしミステリーハウスでは上位に食い込んでくる。「エリーゼのために」のクラクションは健在。
- ナイトブルー
- ミラクルイエロー
- ダンディーロケット
- ブラウンハンター
- パワースカイ
- ローズダンサー
- ラッキーホワイト

### スーパーグランプリ
レッドペガサス
スーパーグランプリより参戦するチョロQ。前作のブルー・ペガサス同様、オフロード系のコース（特に第5戦の洞窟）ではかなりの強さを見せる。
- マッドスペシャル
- ナイトブルー
- ミラクルイエロー
- ダンディーロケット
- ブラウンハンター
- パワースカイ
- ローズダンサー
- ラッキーホワイト

せいそうしゃは出場しない。

### ハイパーグランプリ
????????
ハイパーグランプリより参戦するチョロQ。ボディは人生ゲームの自動車ゴマ。ポールポジションのため、仕様上第1戦のオーバルサーキットではプレイヤーと同じ装備で出走する。実力は全体的に速いが安定感に欠ける。特に第5戦のロングサーキットが大の苦手で、総合成績でレッドペガサスに負けることも少なくない。
- レッドペガサス
- マッドスペシャル
- ナイトブルー
- ミラクルイエロー
- ダンディーロケット
- ブラウンハンター
- パワースカイ
- ローズダンサー

せいそうしゃおよびびラッキーホワイトは出場しない。

## 備考
- 「グランプリをめざす」モードでは登場しないが、「ふたりであそぶ」モード専用パーツとして「おもいシャーシ」を装備できる。
- 一部ボディの中には、ペイントのパターン4選択時のデザインが、前作とは異なっているものがある。（例：「チョロQ7ごう」など）
- ある条件を満たすと、「謎の店」に隠しボディである「チョロQ100ごう」が売り出される。値段は10000G。
- ある条件を満たしハイパーグランプリで優勝すると、隠しパーツ「スーパービッグタイヤ」と「AT5しさくひん」が手に入る。なお、この2つはパーツショップで販売されていないので、売ってしまったらハイパーグランプリでもう一度優勝しなければ手に入らない。